# Державна премія України імені Мирослава Скорика
Державна премія України імені Мирослава Скорика — державна нагорода України, встановлена для відзначення за вагомий внесок у розвиток музичного мистецтва України та впровадження новітніх непересічних практик у композиторській, виконавській, музикознавчій діяльності.
Премію названо на честь Мирослава Михайловича Скорика (1938—2020) — видатного українського композитора і музикознавця, Героя України, народного артиста України, лауреата премії ім. Т. Г. Шевченка.

## Історія нагороди
- 24 вересня 2021 року Верховна Рада України прийняла Закон України № 1786-IX «Про внесення зміни до статті 11 Закону України „Про державні нагороди України“», яким була встановлена нова державна нагорода України — Державна премія України імені Мирослава Скорика.
- 31 січня 2022 року Державне агентство України з питань мистецтв та мистецької освіти запропонувало для громадського обговорення проєкти Указу Президента України «Питання Державної премії України імені Мирослава Скорика», Положення про Державну премію України імені Мирослава Скорика та Положення про Комітет з Державної премії України імені Мирослава Скорика. Зауваження та пропозиції до проєкту акта приймаються до 15 лютого 2022 року включно.[1] За станом на 31 грудня 2024 року, такий указ Президента України ще не був виданий.